# Liste antiker Ortsnamen und geographischer Bezeichnungen/Je
| Lateinischer Name | Griechischer Name                      | Beschreibung                                                   | Heute                                                                  | Quellen und Verweise | Lage |
| ----------------- | -------------------------------------- | -------------------------------------------------------------- | ---------------------------------------------------------------------- | -------------------- | ---- |
| Jebus             |                                        | siehe Jerusalem                                                |                                                                        |                      |      |
| Jehoshaphat       |                                        |                                                                |                                                                        | Smith;               |      |
| Jericho           | Ἰεριχώ (Ierichō), Ἰεριχοῦς (Ierichous) | biblische Stadt in Kanaan                                      | Jericho in den Palästinensischen Autonomiegebieten                     | Smith;               |      |
| Jerusalem         | Ἱεροσόλυμα (Hierosolyma)               | Stadt des Jerusalemer Tempels, Hauptstadt des Königreichs Juda | Jerusalem                                                              | Smith;               |      |
| Jezreel           | Ἐσδραηλά (Esdraēla)                    | jüdische Festung und Siedlung                                  | archäologische Fundstätte am östlichen Rand der Jesreelebene in Israel | Smith;               |      |